# آشوت ناواساردیان
آشوت ناواساردیان (ارمنی: Աշոտ Ցոլակի Նավասարդյան؛ انگلیسی: Ashot Navasardyan زاده ۲۸ مارس ۱۹۵۰ در ایروان - درگذشته ۳ نوامبر ۱۹۹۷ در ایروان) سیاست‌مدار اهل ارمنستان بود. وی بنیانگذار حزب جمهوری‌خواه ارمنستان است. وی از سال ۱۹۶۸ عضو حزب مخالف وحدت ملی و یک منتقد دولت تمامیت‌خواه اتحاد شوروی بود. وی از حامیان ایده‌های قهرمان ملی ارمنیان، گارگین نژده بوده‌است. ناواساردیان عضو مجلس ملی جمهوری ارمنستان بود. وی از دانشگاه دولتی ایروان فارغ‌التحصیل شد. وی نماینده دوره اول مجلس ملی جمهوری ارمنستان بوده‌است. آشوت ناواساردیان در ۳ نوامبر ۱۹۹۷ در سن ۴۷ سالگی در ایروان درگذشت.